# كونغ لي (عسكري)
هونغ لي (باللاوية: ກອງແລ) هو عسكري لاوسي، ولد في 6 مارس 1934، وتوفي في 17 يناير 2014 في باريس في فرنسا.

## وصلات خارجية
- هونغ لي على موقع الموسوعة البريطانية (الإنجليزية)
- هونغ لي على موقع مونزينجر (الألمانية)